# بقع إيلشنيغ
بقع إيلشنيغ أو بقع إيلشنغ (بالإنجليزية: Elschnig spots)‏ هي بقع سوداء تحيط بها هالات متوهجة صفراء أو حمراء تشاهد على الشبكية خلال تنظير قاع العين في المرضى الذين يعانون من اعتلال الشبكية بفرط ضغط الدم. سُميت نسبةً إلى أنطون إيلشنيغ.

## روابط خارجية
- Elschnig's spots على قاموس من سمى هذا؟